# Лопья (приток Камы)
Лопья — река в России, протекает по Балезинскому району Удмуртии. Устье реки находится в 1729 км от устья Камы по левому берегу. Длина реки составляет 38 км.

## Притоки
(указано расстояние от устья)
- 12 км: Шарпа (пр)
- 19 км: Шукшур (пр)

## Данные водного реестра
По данным государственного водного реестра России, относится к Камскому бассейновому округу.
Водохозяйственный участок реки Кама от истока до водомерного поста у села Бондюг.
Речной подбассейн реки — бассейны притоков Камы до впадения Белой.
Речной бассейн реки — Кама.
Код объекта в государственном водном реестре — 10010100112111100000054.